# 若い母親 (ドウの絵画)
『若い母親』（わかいははおや、独: Die junge Mutter, 英: The Young Mother）は、オランダ絵画黄金時代の画家ヘラルト・ドウが1655-1660年にオーク板上に油彩で制作した風俗画である。1974年にロンドンで購入されて以来、ベルリン絵画館に所蔵されている。

## 作品
この絵画は右側のカーテンが演劇のように上げられており、特別に見ることが許された光景として提示されている。最前景にいるのは、授乳するために赤ん坊を抱いている若い母親である。その背後から若い召使がやってきて、チリンとなる玩具の鐘で赤ん坊の注意を母親の胸から逸らしている。場面は、高価な家具のある中流家庭の部屋に設定されており、左側には別の部屋が見える。そこでは、窓から射し込む光の中で尿の入った瓶を検分している医師が、高齢らしい女性患者の相談を受けている。この情景は、前景の母子のいる場面とはそぐわない。
絵画の焦点は、揺り籠から抱き上げられた、人生の始まりを示す赤ん坊である。その赤ん坊と親密なつながりを持つのは母親であり、彼女はその豊かな胸やバラ色の頬、笑顔が示すように人生の最盛期にいる。対照的に、背景の医学に関わる情景は、人生の衰退と終焉を示唆する。かくして、ドウは微笑ましい日常生活のひとこまを表現しつつも、鑑賞者に人生の様々な段階を提示しているのである。
レンブラントの弟子であったドウは師の初期の作品が示していた緻密な描写を推進したが、この絵画はドウ芸術の円熟期に制作された見事な作例である。筆触の痕跡を残さずに滑らかに描かれたそれぞれのモティーフは、その形態と物質性で際立っている。天井にある真鍮のシャンデリアは、テーブルにある銀のロウソク立てよりも暖かに光を反射している。母親のヴェルヴェットの上着は、粗く織られたカーテンの質感とは触覚的に異なっている。
17世紀の画家兼著述家のヨアヒム・フォン・ザンドラルトはドウが「眼鏡の助けを借りて」制作したと述べているが、それが床板の木目や輝く揺り籠の、ほとんど比類のない細かな描写を可能にしたのかもしれない。ドウは、レイデンのフェインスヒルデル (精緻派)様式の創始者として見なされており、同時代の人々は彼の精緻な形態描写を称賛した。